# Manuel T. Gonzaullas
Manuel Trazazas Gonzaullas, detto Lone Wolf (Cadice, 4 luglio 1891 – Dallas, 13 febbraio 1977), è stato un agente di polizia statunitense: capitano Texas Ranger e uno dei membri del governo del Texas.

## Biografia
Gonzaullas nacque il 4 luglio 1891 a Cadice, in Spagna, che i suoi genitori, cittadini naturalizzati statunitensi, stavano visitando in quel momento. Nel 1911, fu nominato maggiore nell'esercito messicano, e nel 1915 divenne un agente speciale nel Dipartimento del Tesoro degli Stati Uniti. Nel 1920, si arruolò nei Texas Rangers e per i successivi tredici anni fece parte della forza e fu attivamente coinvolto nella lotta contro le attività illegali che all'epoca erano comuni, tra cui il gioco d'azzardo, il contrabbando, la produzione di liquori e la prostituzione.
Quando nel gennaio 1933 Miriam Amanda "Ma" Ferguson entrò in carica dopo essere stata eletta governatrice, ella procedette a dimettere tutti i Ranger in servizio, tra cui proprio Gonzaullas. Nel 1935, la legislatura del Texas riformò il sistema di pubblica sicurezza e creò il Texas Department of Public Safety, composto da tre divisioni: la Texas Highway Patrol, i Texas Rangers e il Bureau of Intelligence. Gonzaullas fu nominato sovrintendente dell'Ufficio di presidenza e svolse un ruolo importante nel trasformarlo in uno dei migliori laboratori anti-criminalità degli Stati Uniti.
Nel 1940, Gonzaullas lasciò la sua posizione all'Ufficio di presidenza al momento della sua nomina a capitano della compagnia B dei Texas Rangers, diventando così il primo americano di origine spagnola a raggiungere il grado di capitano nella forza dell'ordine. Il suo lavoro venne elogiato dai suoi superiori e fu determinante nel ristabilire lo status dell'agenzia dopo l'instabilità che aveva attraversato nei decenni precedenti. Uno dei suoi incarichi più importanti fu quello di Texarkana nel 1946, al fine di indagare sugli omicidi commessi dal The Phantom Killer, un serial killer che non venne mai catturato.
Dopo il suo pensionamento nel 1951, Gonzaullas si trasferì a Hollywood e divenne consulente tecnico per la radio, la televisione e i film, in particolare il programma radiofonico di lunga durata degli anni '50  Tales of the Texas Rangers. Morì di cancro all'età di 85 anni mentre viveva a Dallas, in Texas, il 13 febbraio 1977, e fu sepolto nello Sparkman / Hillcrest Memorial Park nella stessa città.

## Armi da fuoco
- The Colt Revolver in the American West—Manuel T. Gonzaullas' Single Action Army Pair